# Не нарікаю я на Бога
«Не нарікаю я на бога» — вірш Тараса Шевченка, написаний 1860 року в Санкт-Петербурзі.

## Сюжет
Розгортаючи у вірші думку про призначення своєї поезії, Тарас Шевченко приходить до висновку, що його праця, його правдиве слово дадуть добрі наслідки: «Вийдуть люди жито жати… // Веселії жнива…». Рядки твору, в яких автор висловлює свої роздуми, сумніви, чергуються з рядками оптимістичного характеру.

## Автограф і датування
Відомий єдиний автограф вірша який увійшов у «Більшу книжку». Твір датується за автографом та його місцем у «Більшій книжці» серед творів 1860 роком: 5 жовтня 1860 рік, Санкт-Петербург.

## Публікація
Вперше вірш надруковано 1862 року в № 6 журналу «Основа» за «Більшою книжкою». До збірки творів вірш уперше увійшов у виданні «Кобзарь Тараса Шевченка» накладом Дмитра Кожанчикова (Санкт-Петербург, 1867).

## Музична інтерпретація
В альбомі гурту «Кому Вниз», «In Vivo» (1996), є пісня на слова «Не нарікаю я на Бога» з однойменною назвою.